# Lady Truckers
Lady Truckers is een programma van de zender VTM 2 dat in 2020 startte. In dit programma vertellen tien vrouwelijke truckchauffeurs over hun bijzondere job. In het programma komen verschillende aspecten aan bod: het leven onderweg, het respect dat ze krijgen, de vooroordelen waarmee ze geconfronteerd worden en het vrouw-zijn in een mannenwereld.
Lady Truckers wordt geproduceerd door Warner Brothers International TV Productions en is de Vlaamse versie van Trucker Babes, dat bedacht werd door Story House Productions en in 2017 voor de Duitse zender Kabel eins werd geproduceerd.
De reeks werd later ook in Nederland uitgezonden bij Powned op NPO 3, onder de titel Vlaamse meiden die rijden.

## Seizoenen
| Seizoen | Aantal afleveringen | Startdatum        | Einddatum        |
| ------- | ------------------- | ----------------- | ---------------- |
| 1       | 8                   | 1 september 2020  | 20 oktober 2020  |
| 2       | 12                  | 23 maart 2021     | 16 mei 2021      |
| 3       | 12                  | 14 september 2023 | 26 december 2023 |